# 笹かれい

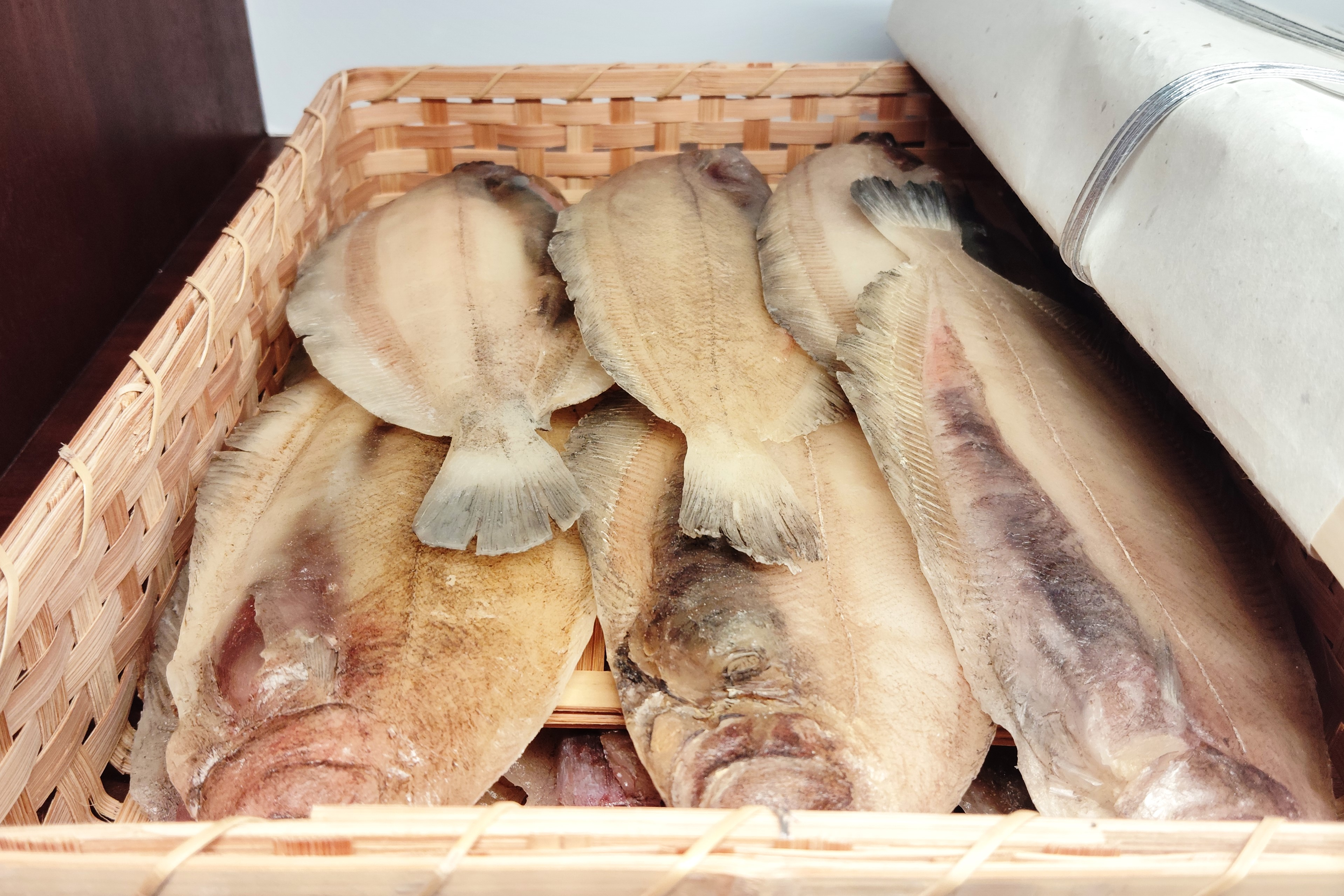
若狭かれい（御食国若狭おばま食文化館の展示）

笹かれい（ささかれい、笹カレイ、笹かれ、若狭かれい）とは、カレイ科のヤナギムシガレイの生干しのことで、形が笹の葉に似ていることから、京都など関西では笹かれいと呼ばれている。関東では柳かれいと呼ばれる。中世より主に福井県の若狭地方で水揚げされて、生干しにされ陸上を京都まで運ばれた。身に甘みがあるとされ、京都では美味で高級な魚とされている。福井県の若狭地方では、若狭かれいと呼ばれている。

## 概要
- 若狭湾は、日本海の暖流と寒流が入り込むところで、リアス式海岸となっており、そこでとれるカレイは特に味が良いと言われ、4月の中ごろまで漁が続けられる。若狭の笹かれいは、古くから高級食材として京都で珍重され、山海名産図会にも「天下にまたとない朝廷の召し上がる珍味」と記されるほどの高い評判を得ていた。
- 特にメスの笹かれいは橙色の卵巣が透けて見え、オスよりも美味しいとされ高値で販売されている。
- 福井県小浜市の笹かれいは、現在も毎年皇室へ献上されている。
- 若狭産と並んで京都府の舞鶴市産と島根県の浜田市産も有名である。

## 歴史
- 古くより小浜市を中心とする福井県若狭地方は、海に面していない京都へ日本海側で採れる魚類の供給地であり、若狭から京都へは笹かれいの他、浜焼き鯖や、ぐじ等も運ばれて食されていた。

## 作り方
水揚げしたばかりの新鮮なヤナギムシガレイに淡塩を施し、串に刺して一晩、日陰干し(一夜干し)にするという単純なもの。

## 料理方法
- 焦げ目が付かないように、弱い火で炙るのが一般的であるが、素揚げ、唐揚げ、天ぷら、ムニエル等の料理方法もある。
- 島根県大田市などでは、干していない生の笹かれいで、小振りのものを縦に細切りにして刺身とする。